# Leucotelium pruni-persicae
Leucotelium pruni-persicae är en svampart som först beskrevs av Hori, och fick sitt nu gällande namn av Woldemar Tranzschel 1935. Leucotelium pruni-persicae ingår i släktet Leucotelium och familjen Uropyxidaceae.   Inga underarter finns listade i Catalogue of Life.